# Cuauhtémoc, Lafragua
Cuauhtémoc är en ort i Mexiko.   Den ligger i kommunen Lafragua och delstaten Puebla, i den sydöstra delen av landet, 190 km öster om huvudstaden Mexico City. Cuauhtémoc ligger 2 716 meter över havet och antalet invånare är 1 382.
Terrängen runt Cuauhtémoc är varierad. Runt Cuauhtémoc är det ganska tätbefolkat, med 60 invånare per kvadratkilometer. Närmaste större samhälle är Tlanalapan, 7,2 km öster om Cuauhtémoc. I omgivningarna runt Cuauhtémoc växer huvudsakligen savannskog.